# Pandemia de COVID-19 en Utah
El primer caso de la pandemia de enfermedad por coronavirus en  Utah, estado de los Estados Unidos, inició el 6 de marzo de 2020. Hay 6.251 casos confirmados, 3.033 recuperados y 67 fallecidos.

## Cronología

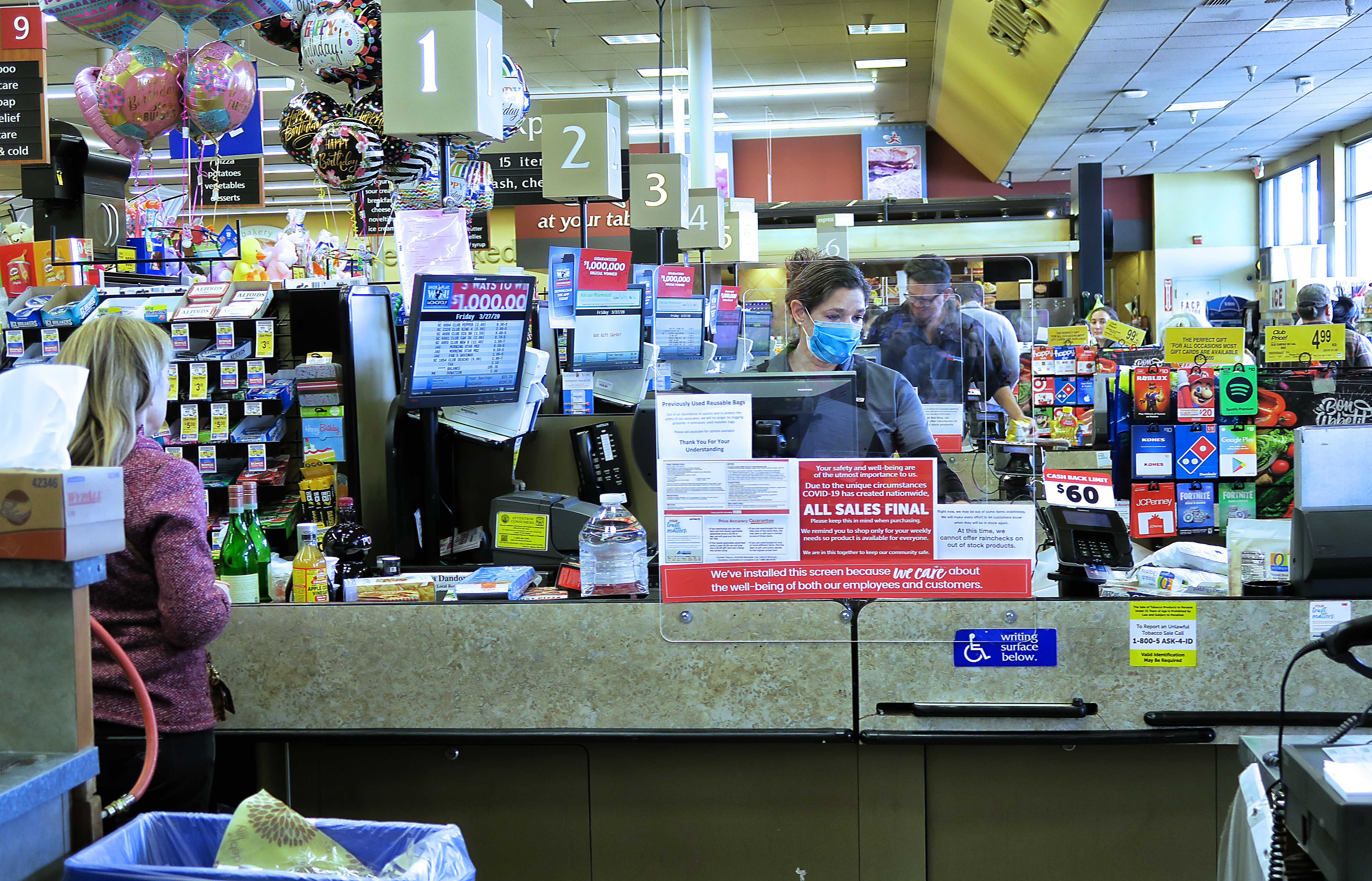
Un cajero de supermercado trabaja detrás de un escudo de plástico en un lugar peligroso. Trabajadores de tiendas de comestibles.

### Marzo
El 6 de marzo de 2020, el gobernador Gary Herbert declaró el estado de emergencia. El Departamento de Salud y Servicios Sociales de los Estados Unidos confirmó que un ex pasajero del Grand Princess fue el primer caso de la COVID-19 en Utah. El condado de Weber reportó un caso confirmado el 10 de marzo, el segundo en el estado, en una mujer que había viajado tanto en el país como en el extranjero.
El 22 de marzo se registró la primera muerte por COVID-19, el occiso fue un hombre de 60 años.

### Abril
El 1 de abril, el gobernador Herbert emitió una orden ejecutiva suspendiendo la ejecución de los desalojos hasta el 15 de mayo para inquilinos residenciales que estaban al día con los pagos al 31 de marzo y sufrieron pérdida de trabajo o salarios.

### Mayo
El 5 de mayo, Intermountain Healthcare anunció que comenzará los análisis de sangre para detectar anticuerpos contra COVID-19 para ayudar a aumentar la comprensión del estado de dónde se está propagando la enfermedad. Están seleccionando pacientes que se ajustan a uno de estos tres criterios: síntomas de COVID-19 durante más de 14 días y una prueba nasal negativa, personas sin protección durante la exposición a pacientes con COVID-19 (principalmente cuidadores) y personas que tuvieron una enfermedad no diagnosticada similar a COVID -19 desde el 1 de diciembre. El 6 de mayo, la Universidad de Utah Health anunció que realizarán pruebas aleatorias de anticuerpos, comenzando con 200 a 250 pruebas por día para una muestra total de 10,000. Ambos están haciendo que los Laboratorios ARUP procesen sus análisis de sangre.